# Karl-Heinz Herbrich
Karl-Heinz Herbrich (ur. 28 lutego 1937 w Lipsku) – pułkownik służby bezpieczeństwa NRD Stasi, szef przedstawicielstwa Ministerstwa Bezpieczeństwa Publicznego NRD w Polsce.
Urodził się w rodzinie robotniczej. Członek SED od 1953. Ukończył gimnazjum (1955), i w tymże roku został przyjęty do organów kontrwywiadu Stasi (HA II) w Berlinie (1955). Odbył przeszkolenie w Wyższej Szkole Prawniczej MBP (Juristische Hochschule MfS – JHS) w Poczdamie (1955-1956), następnie zaoczne studia na tej samej uczelni (1974-1979), uzyskując tytuł dyplomowanego prawnika. Powierzono mu funkcję kierownika Grupy Operacyjnej Warszawa Stasi (Operativgruppe Warschau des MfS) (1980-1984) oraz zastępcy kierownika (1984) i kierownika Grupy Roboczej ds. Koordynacji Handlowej Stasi (Arbeitsgruppe Bereich Kommerzielle Koordinierung – AG BKK), zajmującej się omijaniem restrykcji embargowych w handlu zagranicznym (1989). W 1986 uzyskał stopień pułkownika. W 1990 został zwolniony ze służby.